# Tour della nazionale maschile di rugby a 15 delle Figi 2001
Dopo i buoni risultati dei mondiali 1999, la nazionale delle Figi di Rugby Union reca più volte in tour.
Nel 2001, i tour prevede 4 match on Italia e Francia. Si concliude con due pesanti sconfitte nei test match con Italia e Francia, anche a causa di un'indisciplina che porta ben 4 espulsi in due partite.
| Mirano 8 novembre 2001 | Italia Emergenti | 23 – 33 | Figi XV |  |

| Treviso 10 novembre 2001 | Italia | 66 – 10 | Figi | Monigo |

| Tolone 18 novembre 2001 | French Barbarians | 15 – 17 | Figi XV |  |

| Saint-Étienne 24 novembre 2001 | Francia | 77 – 10 | Figi |  |